# Contea di Nassau-Weilburg
La Casa di Nassau-Weilburg governò una parte del Ducato di Nassau, che fu uno stato dell'attuale Germania, un'entità territoriale esistente dal 1344 al 1816.

## Storia
I conti di Nassau Weilburg e Ober-Lahn si costituirono nella nuova linea con la divisione del 1629 con il terzogenito del ramo dei conti di Nassau-Saarbrücken, Ernst Kasimir (-1655).
Nel 1737 divennero principi dell'impero e furono denominati “Linea anziana di Nassau”. 
Il principato comprendeva le contee di Weilburg, Beilstein, Dillenburg (1739), Hadamar (1743) e le signorie di Oberlahn, Biebrich. Nel 1745 con la divisione della contea di Saarwerden (1629) ne mantennero 1/3 del possesso con Neusaarwerden fino al 1797.
Herborn dal 1584 era sede universitaria.
Nel 1783, col patto di successione, Karl Christian, che aveva sposato la cugina Caroline von Weilburg (-1787), si associò col principato di Usingen costituendo un governo condominiale. Nel 1816, con l'estinzione del ramo di Usingen, cessò il condominio sullo stato e Georg Wilhelm di Weilburg (1816-39), erede di Friedrich Wilhelm, rimase unico sovrano del Ducato di Nassau.
Antica residenza principesca era anche la signoria di Kirchheim Boland, a 25 km N di Kaiserslautern, nel Palatinato. Famoso ministro dello stato di Nassau fu il barone Hans Christoph von Gagern (1766-52), assunto al servizio del principe-conte Federico Guglielmo (1786-1811).
A Georg Wilhelm successe il figlio Adolfo (1839-66) che, sconfitto dalla Prussia, vide annesso il proprio stato il 3 ottobre 1866, che divenne provincia prussiana. 
Ma Adolfo, riacquistò la sovranità, quando, per successione dinastica dei sovrani dei Paesi Bassi, divenne granduca del Lussemburgo (1890-1905); con lui si estinse la linea diretta maschile dei Nassau walramiani.
La Casa di Nassau-Weilburg si estinse con la morte della Granduchessa Carlotta di Lussemburgo nel 1985. Ad ogni modo, essa si perpetua in una linea collaterale, anche se il nome della casata ufficiale di Lussemburgo rimane quello di Nassau-Weilburg.

## Il problema della religione
I granduchi di Lussemburgo Guglielmo IV e Adolfo erano protestanti; il credo religioso della Casa di Nassau, cambiò dopo il matrimonio di Guglielmo con la cattolica Maria Anna di Braganza.

## Suddivisioni storiche
Walram, Adolfo, divenne Re di Germania nel 1292. Suo figlio, il conte Gerlach di Nassau, abdicò nel 1344 e la contea venne suddivisa tra i suoi figli nel 1355:
- Contea di Nassau-Weilburg, divisa nuovamente dal 1442 al 1574 in:
  - Contea di Nassau-Saarbrücken (Vecchia linea)
  - Contea di Nassau-Weilburg

Le contee minori ritornano alla linea principale di Nassau-Weilburg nel 1574
- Contea di Nassau-Wiesbaden, divisa nuovamente dal 1480 al 1509 in: 
  - Contea di Nassau-Idstein
  - Contea di Nassau-Wiesbaden

Le contee minori ritornano alla linea principale di Nassau-Wiesbaden nel 1509
Nel 1605 la contea di Nassau-Wiesbaden torna a quella di Nassau-Weilburg
- Contea di Nassau-Sonnenberg, divisa nel 1405 in:
  - Nassau-Wiesbaden
  - Nassau-Weilburg

Nel 1605 la contea di Nassau-Sonnenberg torna a quella di Nassau-Weilburg
Nel 1605 tutte le partizioni precedenti della contea di Nassau-Weilburg vennero riunificate come in origine per merito del conte Luigi II, che si fregiò del titolo di conte di Nassau-Weilburg, anche se alla sua morte i suoi figli divisero ancora una volta lo stato:
- Contea di Nassau-Idstein (passa al Nassau-Ottweiler nel 1721)
- Contea di Nassau-Saarbrücken (Nuova linea), divisa ulteriormente nel 1640: 
  - Contea di Nassau-Saarbrücken (Nuova linea - passa al Nassau-Ottweiler nel 1723)
  - Contea di Nassau-Ottweiler (passa al Nassau-Usingen nel 1728)
  - Contea di Nassau-Usingen, principato dal 1688.
- Contea di Nassau-Weilburg (Nuova linea)

Dopo che la contea di Nassau-Usingen ereditò quella di Nassau-Ottweiler assieme a quelle di Nassau-Idstein e di Nassau-Saarbrücken, essa venne unita al Nassau-Weilburg ed unita poi definitivamente al Ducato di Nassau nel 1806.

## Casa di Nassau-Weilburg

### Nassau

#### Conti di Nassau-Weilburg
- 1344 – 1371: Giovanni I
- 1371 – 1429: Filippo I
- 1429 – 1442: Filippo II e Giovanni II
- 1442 – 1492: Filippo II
- 1492 – 1523: Luigi I
- 1523 – 1559: Filippo III
- 1559 – 1593: Alberto
- 1559 – 1602: Filippo IV
- 1593 – 1625: Luigi II
- 1625 – 1629: Guglielmo Luigi, Giovanni IV e Ernesto Casimiro
- 1629 – 1655: Ernesto Casimiro
- 1655 – 1675: Federico
- 1675 – 1688: Giovanni Ernesto

#### Conti Principeschi di Nassau-Weilburg
- 1688 – 1719: Giovanni Ernesto
- 1719 – 1753: Carlo Augusto
- 1753 – 1788: Carlo Cristiano
- 1788 – 1816: Federico Guglielmo
- 1816: Guglielmo

#### Duchi di Nassau
- 1816 – 1839: Guglielmo
- 1839 – 1866: Adolfo

### Granduchi di Lussemburgo
- 1890 – 1905: Adolfo
- 1905 – 1912: Guglielmo IV
- 1912 – 1919: Maria Adelaide
- 1919 – 1964: Carlotta